# 프라우메디병원
프라우메디병원은 대한민국의 종합병원이다. 1991년에 설립된 병원이다. 산부인과를 중심으로 진료하였으나, 대한민국의 출산율 급감으로 인하여 정형외과를 중심으로 진료과목을 재편하였고, 2024년 5월 8일 더프라우병원으로 병원명을 변경하였다.

## 설명
정우의료재단 산하의 프라우메디병원(현재의 더프라우병원)은 병원장(재단 이사장 겸임)은 이문희이다. 지상 6층에 지하 3층의 규모를 가지고 있으며 소재지는 울산광역시 남구 삼산중로 94번지에 위치한다. 병원의 건물은 본관과 별관이 위치하며 지하 3층은 병원의 주차장으로 활용된다.

## 진료과
- 정형외과
- 신경외과
- 성형(수부)외과
- 내과
- 산부인과
- 재활의학과
- 영상의학과
- 마취통증의학과

## 같이 보기
- 병원
- 건강
- 울산광역시
- 더프라우병원